# Almindelig rajgræs
Almindelig rajgræs (Lolium perenne) er et 20-70 cm højt græs, der vokser på græsmarker, enge og vejkanter. Arten anvendes desuden dels som dyrket i landbruget, dels til befæstelse af vejskråninger eller til græsplæner.

## Beskrivelse
Almindelig rajgræs er et flerårigt og mere eller mindre stedsegrønt, urteagtigt græs med en tueformet til tæppedannende vækst. Planten danner tuer med masser af bladskud. Bladene er mørkegrønne og linjeformede. Oversiden er mørkegrøn og ru på grund af talrige, forsænkede bladribber, mens undersiden er blank og lysegrøn med en tydelig "køl" (fremtrædende midterribbe).
Blomstringen foregår i juni-august, hvor planten danner opstigende strå med tydelige knæ. Øverst bliver hvert strå slynget, og det er dér, man finder blomsterne samlet i småaks, som vender kanten ind mod stænglen. Disse småaks har hver 2-10 uregelmæssige og reducerede blomster. Frugterne er nødder, som hver især er omgivet af et dækblad uden stak.
Rodsystemet besår af jordstængler med korte udløbere og dybtgående trævlerødder.
Højde x bredde og årlig tilvækst: 0,70 x 0,30 m (70 x 30 cm/år).

## Voksested
Arten har sin oprindelige, naturlige udbredelse i Nordafrika, arabien, mellemøsten, Kaukasus og på det indiske subkontinent samt i det meste af Europa, herunder også i Danmark, hvor den er almindelig overalt. Arten foretrækker lysåbne voksesteder med en næringsrig og fugtig (eventuelt let komprimeret) jord. Derfor finder man den på overdrev og græsmarker, i enge og langs veje.

## Anvendelse
Arten bruges dels i landbruget som udlæg i korn og i græsarealer til hø eller ensilage. Desuden bruges den en del til befæstelse af vejskråninger og på lignende steder. Endelig bruges et stort antal udvalgte frøsorter til etablering af græsplæner i private haver og offentlige parker samt på golfbaner.
| Portal | Portal:Botanik |